# Castlevania: Circle of the Moon
Castlevania: Circle of the Moon is een platformspel voor de Game Boy Advance uit 2001. Het spel is onderdeel van de Castlevania-serie en is ontwikkeld en uitgegeven door Konami.

## Plot
Het spel speelt zich af in 1830 rondom een conflict tussen de Belmont-clan en de onsterfelijke Dracula. De hoofdpersoon, Nathan Graves, kreeg van zijn leermeester Morris Baldwin de Hunter-zweep en werd door hem uitgekozen als zijn opvolger.
Graves neemt het op in een gevecht tegen Dracula om Morris te bevrijden. Tijdens het spel komt Nathan erachter dat Dracula bij de volgende volle maan de geest van Morris wil gebruiken om tot volle kracht te komen. Gedurende het spel neemt Dracula ook steeds meer de persoonlijkheid van Baldwins zoon Hugh over.

## Spel
Het spel is een 2D side-scrolling platformspel dat overeenkomt met voorgaande delen in de Castlevania-serie. Doel van het spel is hoofdpersoon Nathan Graves door het veld te loodsen, waarbij hij onderweg vijanden verslaat. In het speelveld zijn verschillende wapens te vinden, zoals een bijl, kruis, heilig water, dolken en een stopwatch.
Het spel heeft een non-lineaire speelwijze waarbij de speler steeds verschillende plekken moet bezoeken om zo verder te komen in het spel. Ook zijn er elementen uit het rollenspelgenre toegevoegd, waarbij de hoofdpersoon beschikt over levenspunten (hp), magiepunten (mp) en ervaringspunten (xp).
Wanneer het spel is uitgespeeld ontvangt de speler een code waarmee het spel opnieuw gespeeld kan worden met een hogere moeilijkheidsgraad.

## Ontvangst
Het spel ontving na uitgave positieve recensies. Op aggregatiewebsite Metacritic staat het op nummer 12 van computerspellen met de hoogst ontvangen score. Het spel werd in de eerste maand na uitgave wereldwijd een miljoen keer verkocht.
| Aggregator     | Score   |
| -------------- | ------- |
| GameRankings   | 88%     |
| Metacritic     | 91/100  |
| Publicatie     | Score   |
| EGM            | 9,5/10  |
| Game Informer  | 8,75/10 |
| GameSpot       | 9,6/10  |
| GameSpy        | 82/100  |
| IGN            | 9/10    |
| Nintendo Power | 5/5     |